# Hyphalia phylira
Hyphalia phylira är en fjärilsart som beskrevs av Pieter Cramer 1777. Hyphalia phylira ingår i släktet Hyphalia och familjen mätare. Inga underarter finns listade i Catalogue of Life.

## Bildgalleri

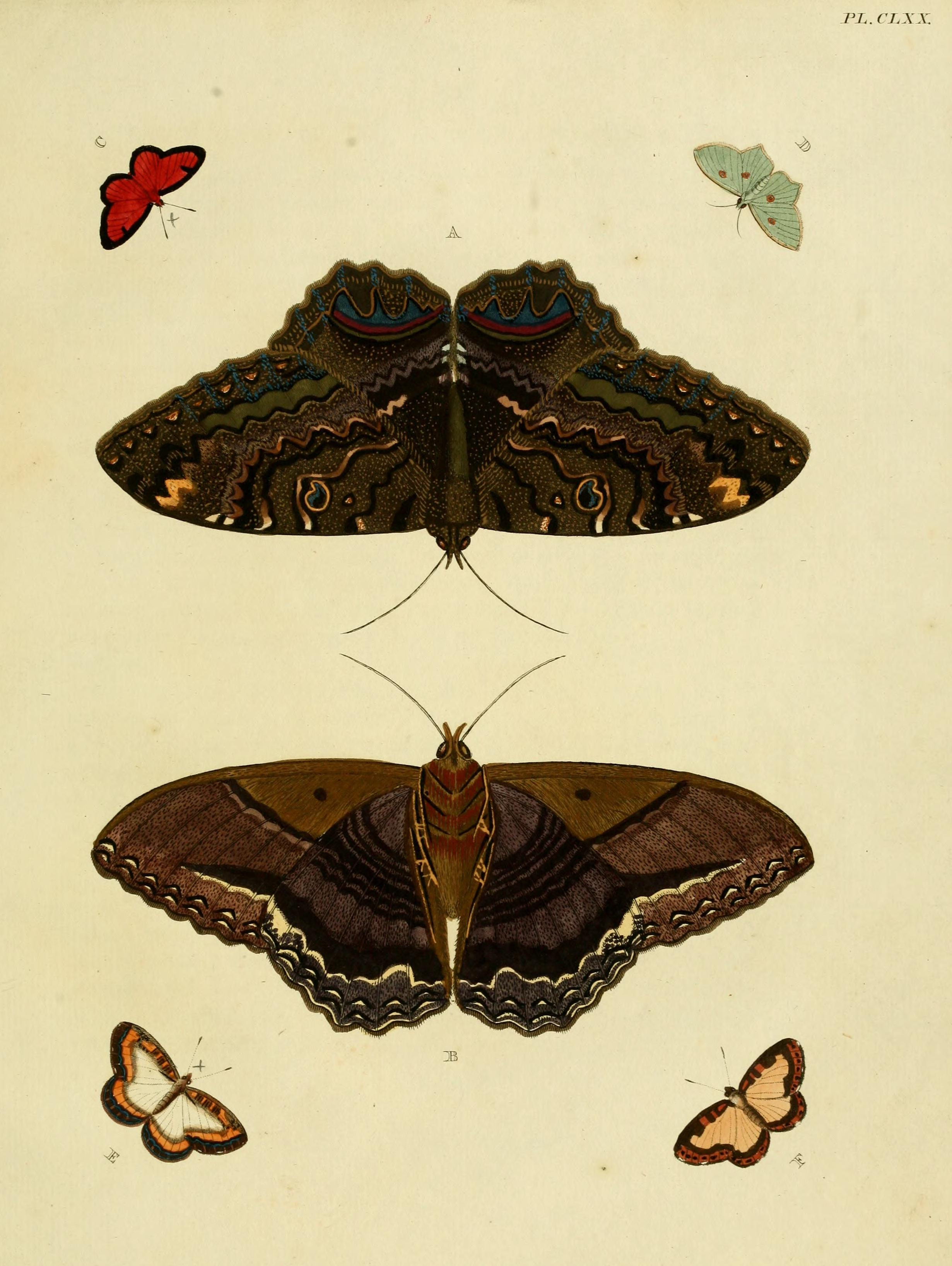
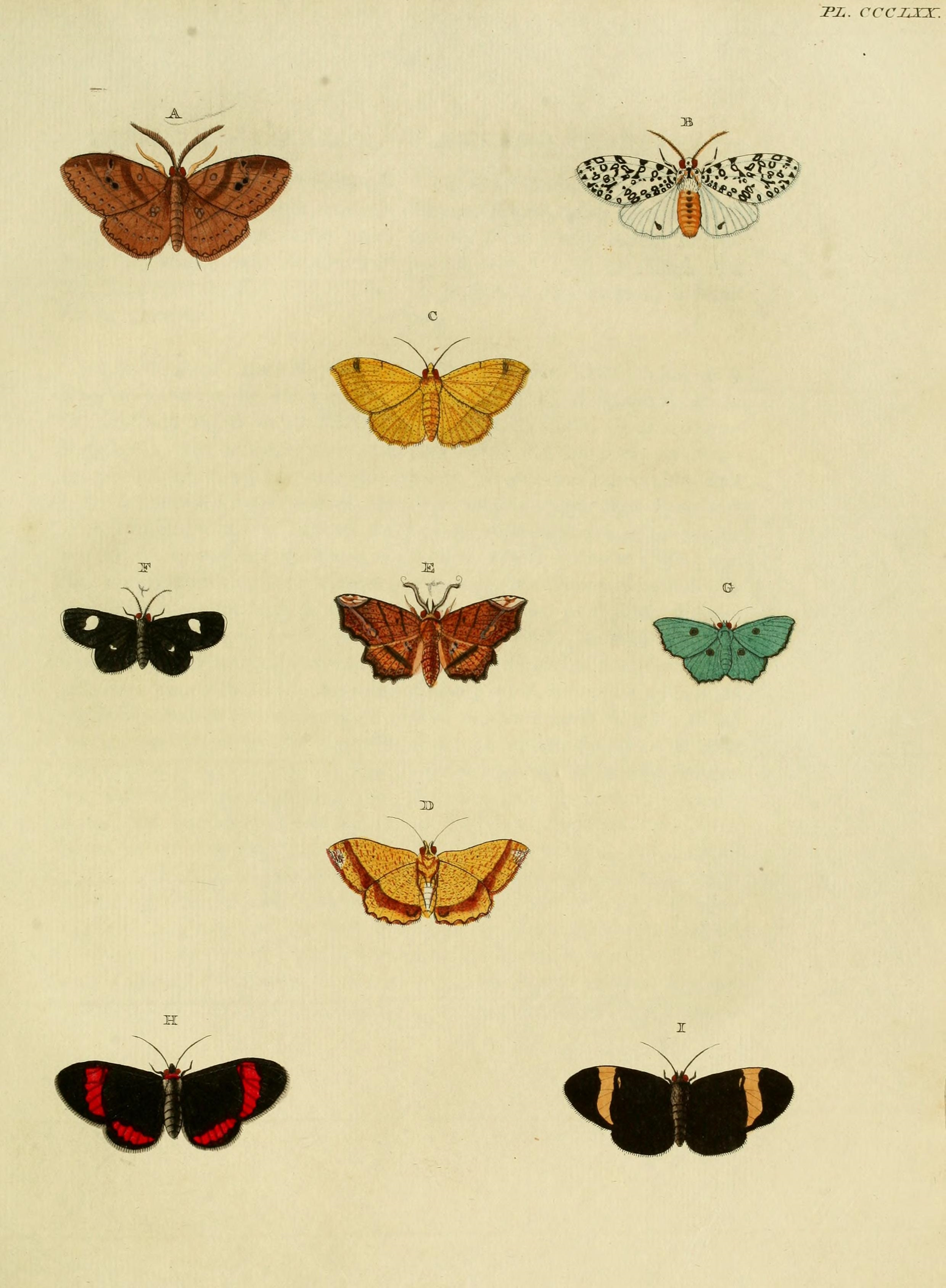